# Sedlec (Kutná Hora)
Sedlec (německy Sedletz) je dnes jednou z městských částí Kutné Hory, rozkládající se na jihovýchodním úpatí vrchu Kaňk (352 m) zhruba 2 km severovýchodně od centra města.

## Historie
Roku 1142 zde bylo založeno cisterciácké opatství, nejstarší v českých zemích, s klášterním kostelem Nanebevzetí Panny Marie a Sv. Jana Křtitele. Z původního románského areálu se zachoval kostelík, přeměněný po barokní přestavbě na kapitulní síň. V areálu někdejšího kláštera sídlí největší cigaretová továrna v Česku, dnes provozovaná společnosti Philip Morris ČR a. s..
Významný je gotický hřbitovní kostel Všech svatých, v jehož suterénu se nachází kostnice.

## Katastrální členění
Katastrální území Sedlec u Kutné Hory není zcela shodné s místní částí Sedlec. Zatímco část Sedlec zasahuje i do katastru Malín, na katastru Sedlce leží částečně i Hlouška, Karlov a Šipší. V katastrálním území se nachází taktéž vrch Kaňk se stejnojmennou národní přírodní památkou, nalezištěm křídových zkamenělin. Roku 1950 byly ke Kutné Hoře připojeny obce Kaňk, Perštejnec a Sedlec.

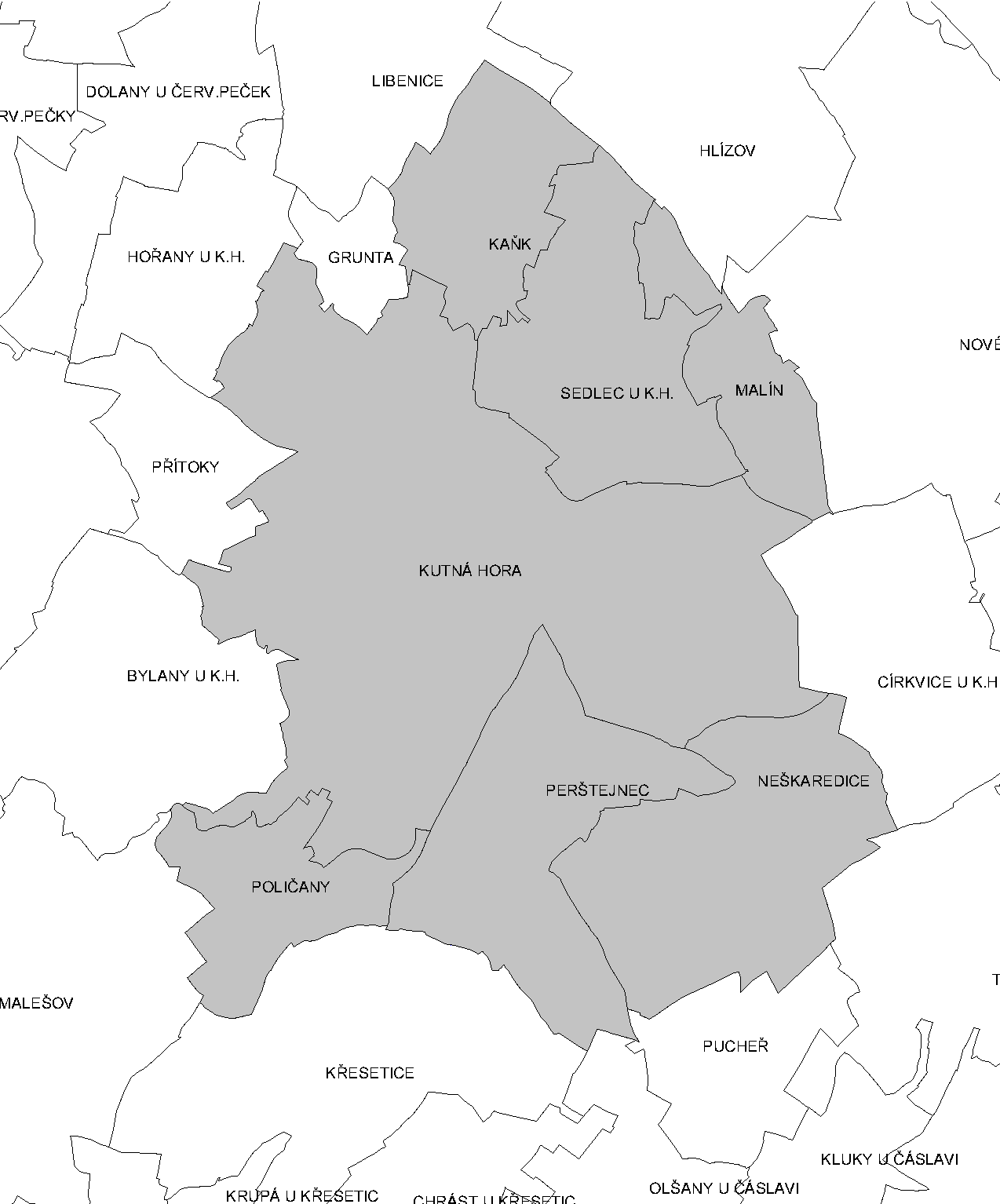
Katastrální území Kutné Hory

## Dopravní obslužnost
Skrze Sedlec prochází silnice I/2, spojující Kutnou Horu s Pardubicemi; na východním okraji Sedlce je situováno nejdůležitější kutnohorské vlakové nádraží, stanice Kutná Hora hlavní nádraží, které představuje křižovatku hlavní trati 230 Kolín – Havlíčkův Brod s lokální tratí 235 Kutná Hora – Zruč nad Sázavou (na druhé ze jmenovaných tratí se při jihozápadním okraji Sedlce nachází též zastávka Kutná Hora-Sedlec).